# (12848) Agostino
(12848) Agostino est un astéroïde de la ceinture principale.

## Description
(12848) Agostino est un astéroïde de la ceinture principale. Il fut découvert le 10 juillet 1997 à Campo Imperatore par Andrea Boattini. Il présente une orbite caractérisée par un demi-grand axe de 2,60 UA, une excentricité de 0,09 et une inclinaison de 15,1° par rapport à l'écliptique.

## Compléments